# Ravne na Blokah
Ravne na Blokah je naselje u slovenskoj Općini Bloki. Ravne na Blokah se nalazi u pokrajini Notranjskoj i statističkoj regiji Notranjsko-kraškoj. 

## Stanovništvo
Prema popisu stanovništva iz 2002. godine naselje je imalo 68 stanovnika.